# Каменский сахарный завод
Каменский сахарный завод — промышленное предприятие в городе Каменка Каменского района Черкасской области Украины, прекратившее существование.

## История

### 1844 - 1917
Сахарный завод в местечке Каменка Чигиринского уезда Киевской губернии Российской империи был построен в 1844 году, после постройки здесь в 1876 году железной дороги и железнодорожной станции экономическое развитие уезда активизировалось, и в 1911 году завод был расширен.
После начала Первой мировой войны 2 августа 1914 года был введён запрет на производство и продажу спиртных напитков и положение завода осложнилось в связи с сокращением закупок сахара для производства спирта, а также из-за мобилизации части работников и крестьян в действующую армию (это привело к сокращению посевов сахарной свеклы, которая служила сырьем для производства сахара).

### 1918 - 1991
В январе 1918 года в Каменке была установлена Советская власть и промышленные предприятия были национализированы. В дальнейшем, во время гражданской войны завод пострадал, поскольку Каменка оказалась в зоне боевых действий.
В марте 1919 года в Каменке прошли выборы в Совет рабочих и крестьянских депутатов, решением которого на сахарном заводе был создан фабрично-заводской комитет, который установил рабочий контроль над производством и ввёл 8-часовой рабочий день.
В марте 1920 года в Каменку был перенесён административный центр Чигиринского уезда, в мае здесь прошёл первый субботник, а 6-7 ноября 1920 года - партийная конференция (на которой рассматривались вопросы восстановления экономики), это ускорило восстановление завода.
На рубеже 1924 - 1925 гг. Каменский сахарный завод вновь начал работать на полную мощность.
В ходе индустриализации СССР сахарный завод был преобразован в Каменский сахарный комбинат, а в феврале 1930 года при комбинате была создана машинно-конно-тракторная станция.
В ходе Великой Отечественной войны 5 августа 1941 года Каменка была оккупирована немецкими войсками. В период оккупации советские партизаны из отряда им. К. Е. Ворошилова (командир А. С. Куценко, комиссар Г. С. Беркин), действовавшего на территории Каменского и соседних районов, устроили на сахарном заводе крупную диверсию, в результате которой было уничтожено 10 тонн горючего. При отступлении немецких войск в 1943 году завод был разрушен.
10 января 1944 года Каменка была освобождена частями 5-й гвардейской танковой армии РККА, после чего началось восстановление предприятия. В конце 1944 года сахарный завод возобновил работу.
В 1947 году завод произвёл сверх плана 19,6 тыс. пудов сахара и занял второе место во всесоюзном социалистическом соревновании.
В следующие годы завод оставался в числе передовых предприятий сахарной промышленности СССР (по результатам производственной деятельности, в сентябре и октябре 1949 года коллектив дважды завоевал переходящее Красное знамя Министерства пищевой промышленности СССР и ВЦСПС и был награждён денежной премией).
Для обеспечения потребностей завода в сахарной свекле в начале 1950х годов в результате объединения трёх сельхозартелей была создана артель "Жовтень" (с 1970 года - совхоз).
В дальнейшем, во время семилетки и восьмой пятилетки завод был расширен, реконструирован и преобразован в сахарный комбинат. В результате технического перевооружения на предприятии был повышен уровень механизации и автоматизации производственных процессов. В годы восьмой пятилетки на комбинате был введён в эксплуатацию новый свеклоперерабатывающий цех.
В это же время рабочие завода принимали активное участие в строительстве объектов социальной инфраструктуры города (при их участии были построены дом культуры, продовольственный магазин, парикмахерская, концертная площадка и кафе "Кристалл").
В 1978 году при поддержке комбината был построен детский сад на 140 мест, в 1980е годы - жилые дома для рабочих завода.
Производственные мощности комбината в 1980е годы обеспечивали возможность переработки до 2 тыс. т сахарной свеклы в сутки.
В целом, в советское время сахарный комбинат входил в число крупнейших предприятий города, на его балансе находились объекты социальной инфраструктуры, а заводская котельная обеспечивала отопление части жилого фонда.

### После 1991
После провозглашения независимости Украины комбинат перешёл в ведение Государственного комитета пищевой промышленности Украины.
В связи с прекращением деятельности и расформированием свеклосовхоза предприятие было переименовано в Каменский сахарный завод. В дальнейшем, государственное предприятие было преобразовано в открытое акционерное общество.
Летом 1997 года стало известно о намерении закрыть завод. В июне 1999 года Кабинет министров Украины передал завод в коммунальную собственность Черкасской области.
В 2002 и 2003 годы завод простаивал.
Начавшийся в 2008 году экономический кризис осложнил положение предприятия, и 28 октября 2008 года хозяйственный суд Черкасской области возбудил дело № 10/4896 о банкротстве завода.
В 2012 году завод уже не функционировал. В дальнейшем, завод начали разбирать на металлолом и к 2013 году он прекратил существование.